# Оран (порт)
Порт Оран (араб. ميناء وهران) — алжирський морський порт, що розташований у місті Оран. Є одним з найважливіших портів країни.